# Stara Wieś (Minięta)
Stara Wieś (niem. Altendorf) – przysiółek wsi Minięta w Polsce, położony w województwie pomorskim, w powiecie sztumskim, w gminie Dzierzgoń. Wchodzi w skład sołectwa Minięta.
W latach 1975–1998 przysiółek należał administracyjnie do województwa elbląskiego.

## Nazwa
Spis geograficzno-topograficzny miejscowości leżących w Prusach z 1835 roku, którego autorem jest J.E. Muller notuje obecnie używaną, polską nazwę miejscowości Starawieś oraz niemiecką Altendorf.
9 grudnia 1947 r. ustalono urzędową polską nazwę miejscowości – Stara Wieś, określając drugi przypadek jako Starej Wsi, a przymiotnik – starowiejski.